# O Grito
O Grito (em norueguês:  Skrik) é uma série de quatro pinturas do norueguês Edvard Munch, 1893. A obra representa uma figura andrógina num momento de profunda angústia e desespero. O plano de fundo é a doca do fiorde de Oslo (em Oslo) ao pôr do sol. O Grito é considerado uma das obras mais importantes do movimento expressionista e adquiriu um estatuto de ícone cultural, a par da Mona Lisa de Leonardo da Vinci.
A série tem quatro pinturas conhecidas: dois dos quadros da série, "A Ansiedade" (em norueguês:  Angst) e "O Desespero" (em norueguês:  Fortvielse) encontram-se na posse do Museu Munch, em Oslo, outra na Galeria Nacional de Oslo e outra em coleção particular. Em 2012, esta última tornou-se a pintura mais cara da história a ser arrematada, num leilão, por 119,9 milhões de dólares.

### Segundo o próprio pintor

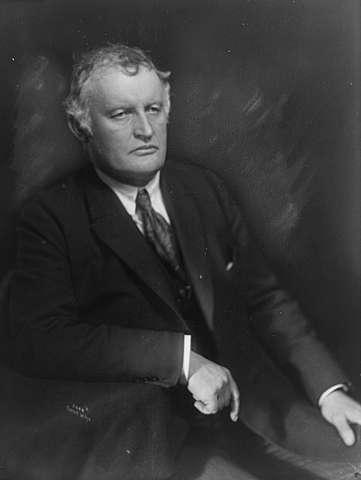
Edvard Munch em 1921.

### Especulações

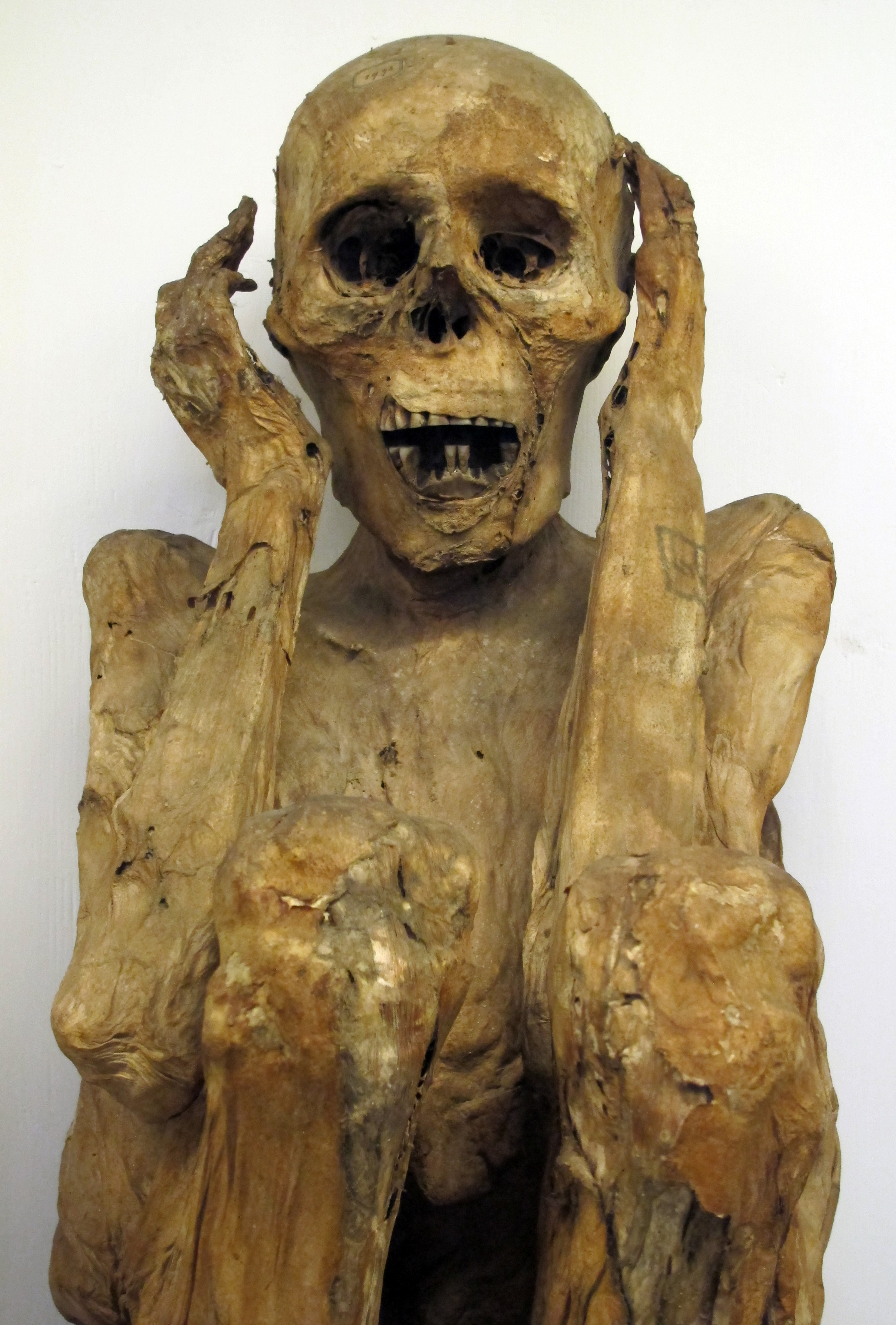
Uma múmia peruana em La Specola, Florença.

## Roubos

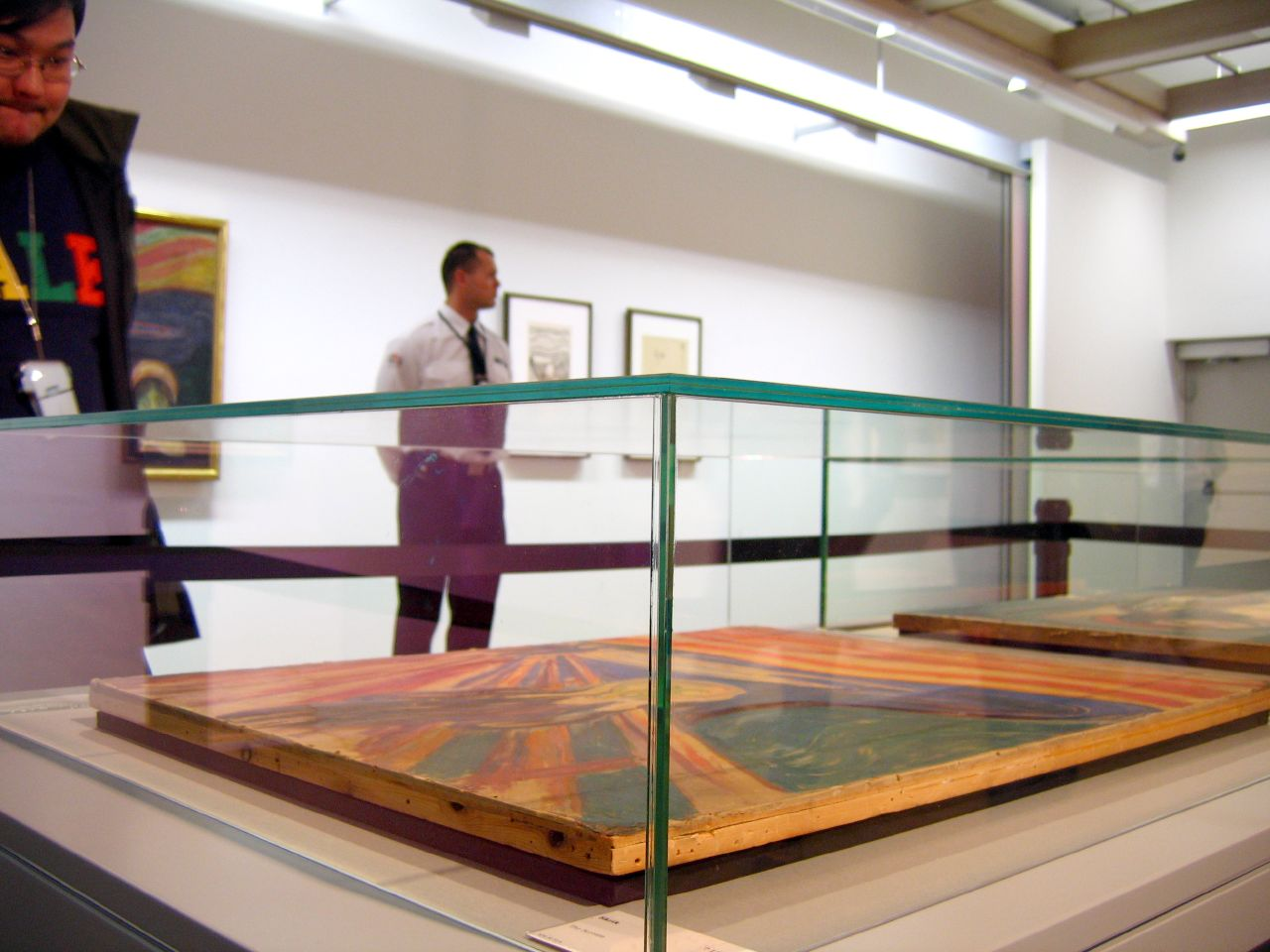
O Grito sob elevada segurança em foto de 2006, após roubos anteriores

## Galeria

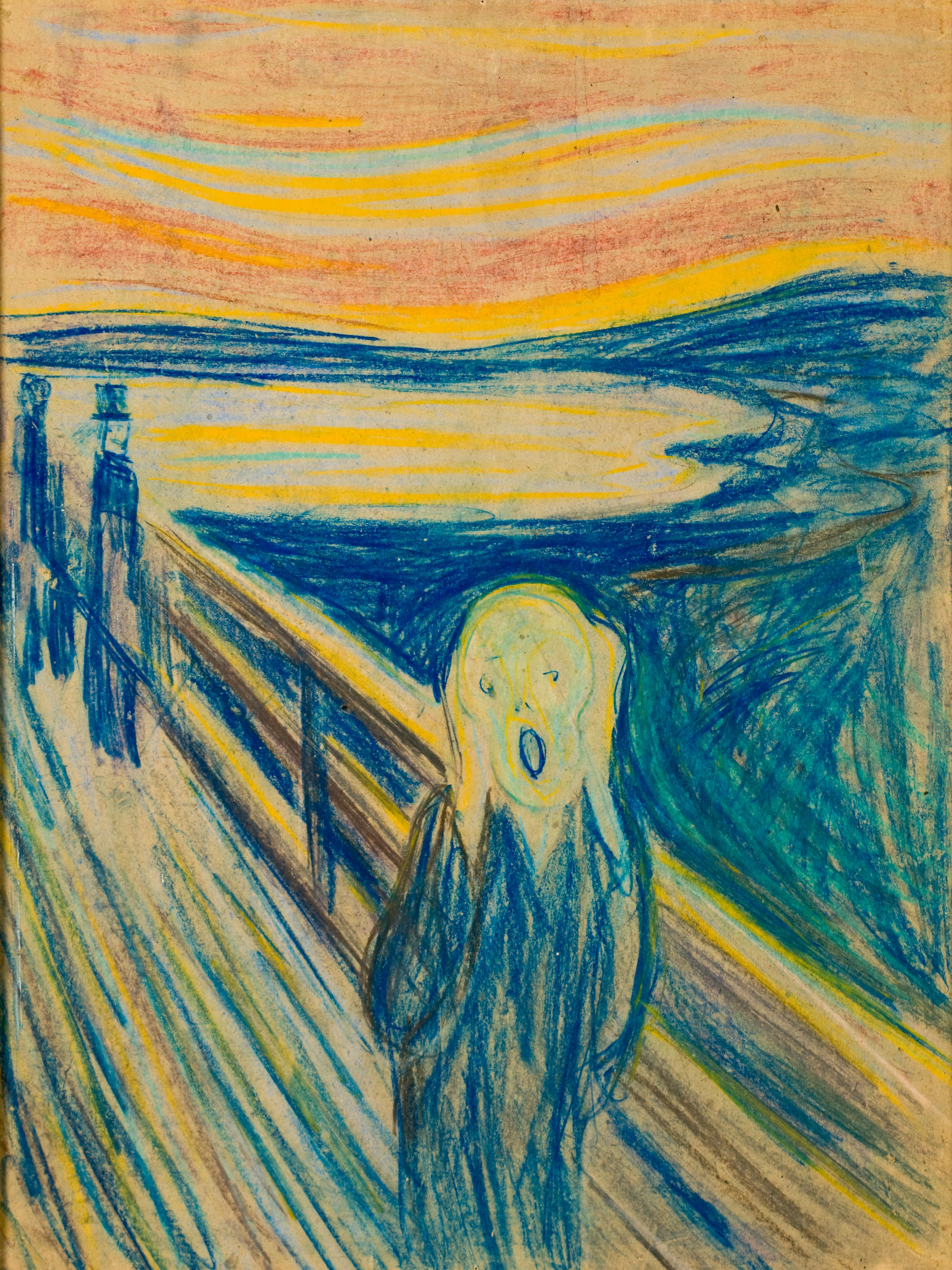
1893, pastel sobre papelão. Possivelmente a primeira execução de O Grito, esta parece ser a versão em que Munch mapeou os elementos essenciais da composição.
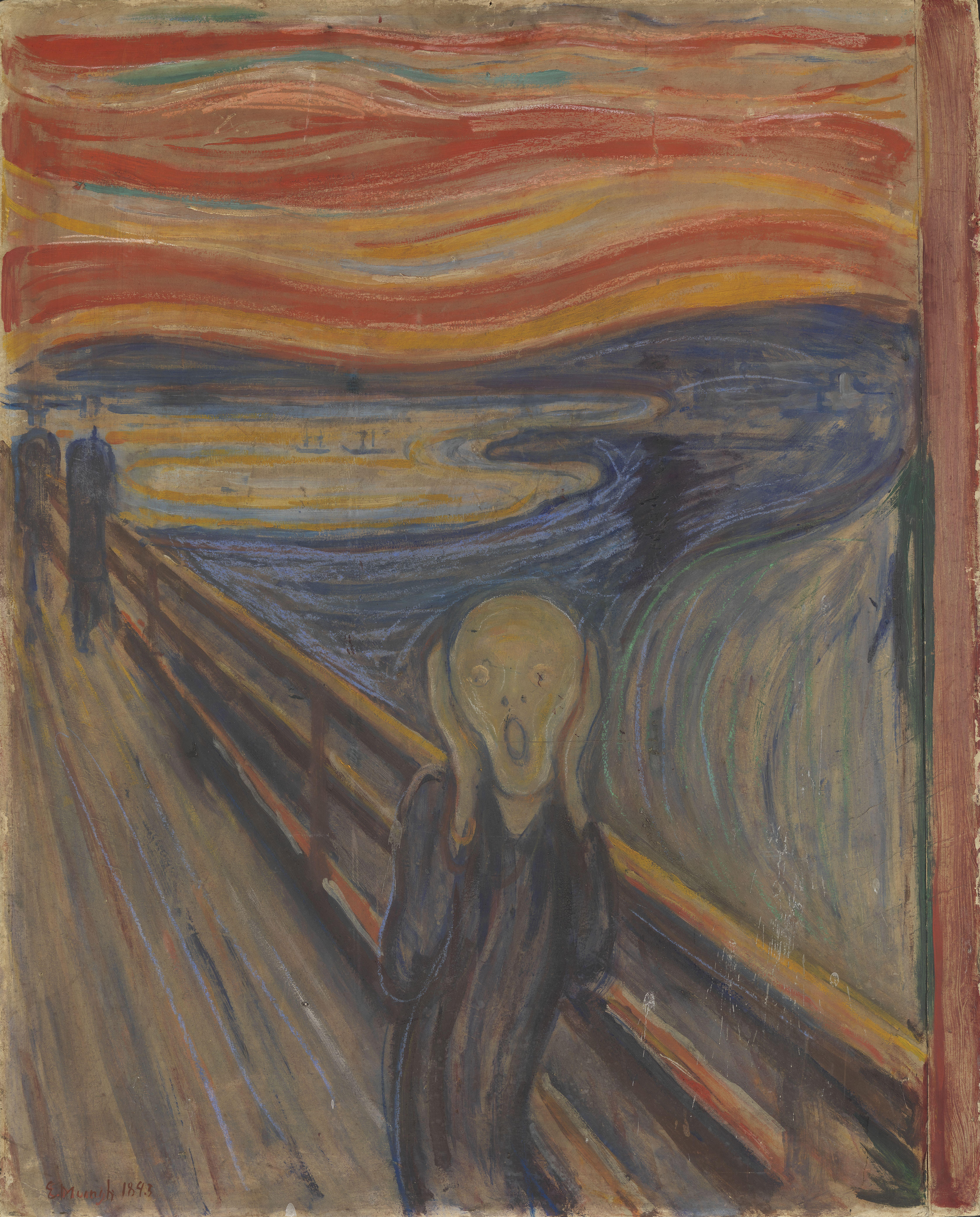
1893, óleo, têmpera e pastel sobre papelão. A primeira versão exibida publicamente, e talvez a mais reconhecível, está localizada no Museu Nacional de Arte, Arquitetura e Design em Oslo, Noruega.
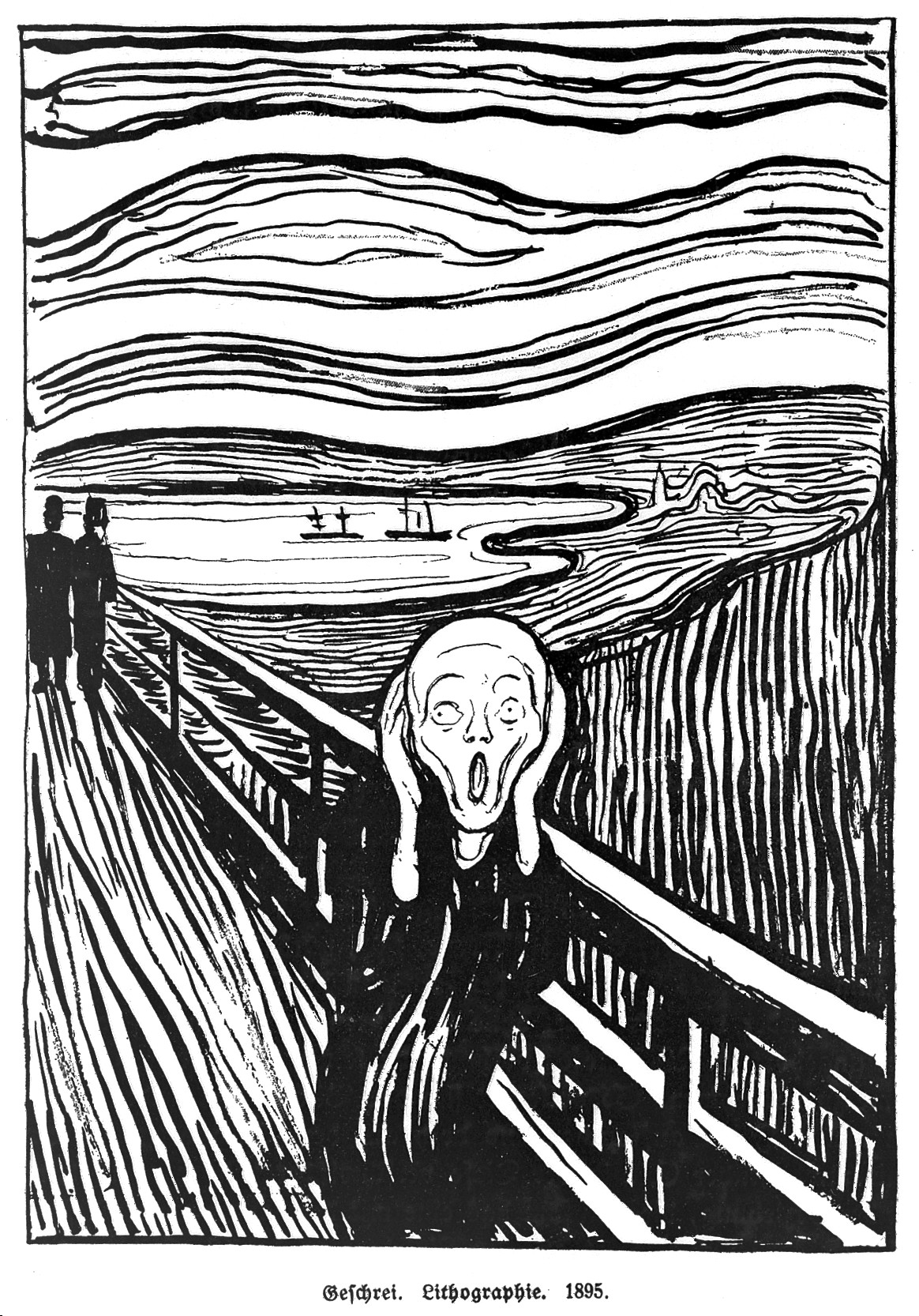
1895, impressão litográfica. Cerca de 45 impressões foram feitas antes que o impressor reutilizasse a pedra litográfica. Algumas foram coloridas à mão por Munch.
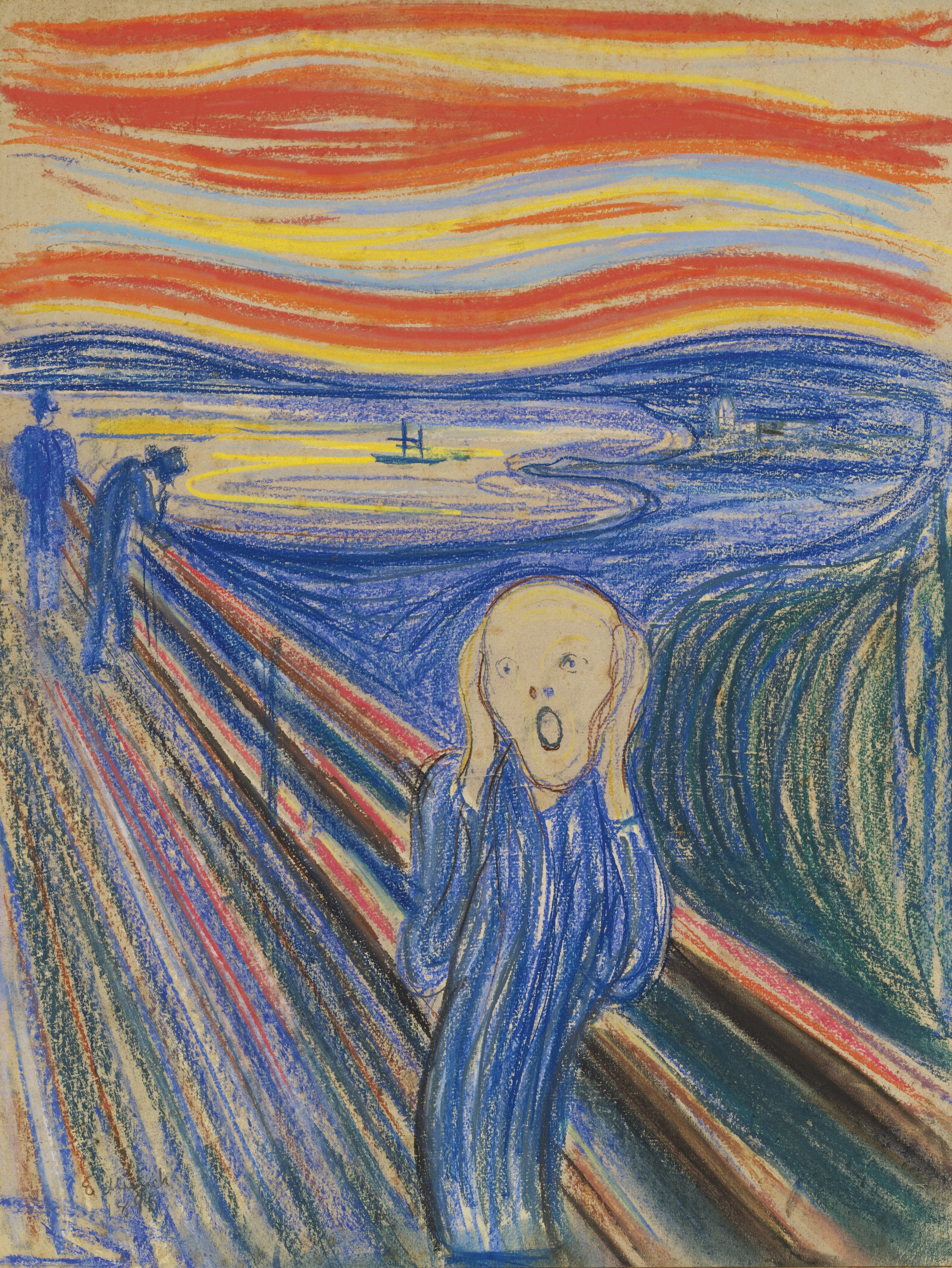
1895, pastel sobre papelão. Foi vendida por quase US$ 120 milhões na Sotheby's em 2012 e está na coleção particular de Leon Black
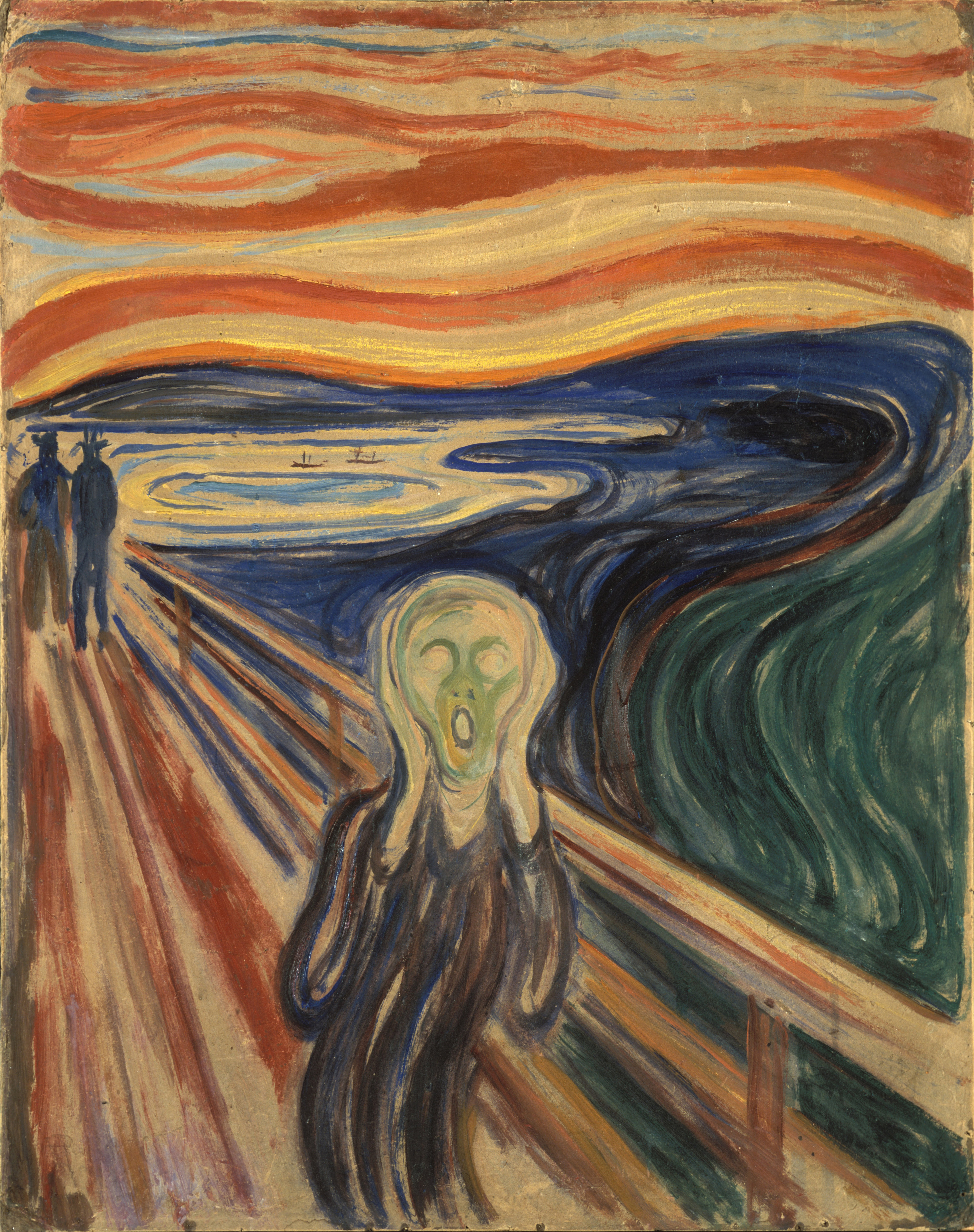
1910, têmpera sobre papelão. Essa versão foi roubada do Museu Munch em 2004, mas foi recuperada em 2006
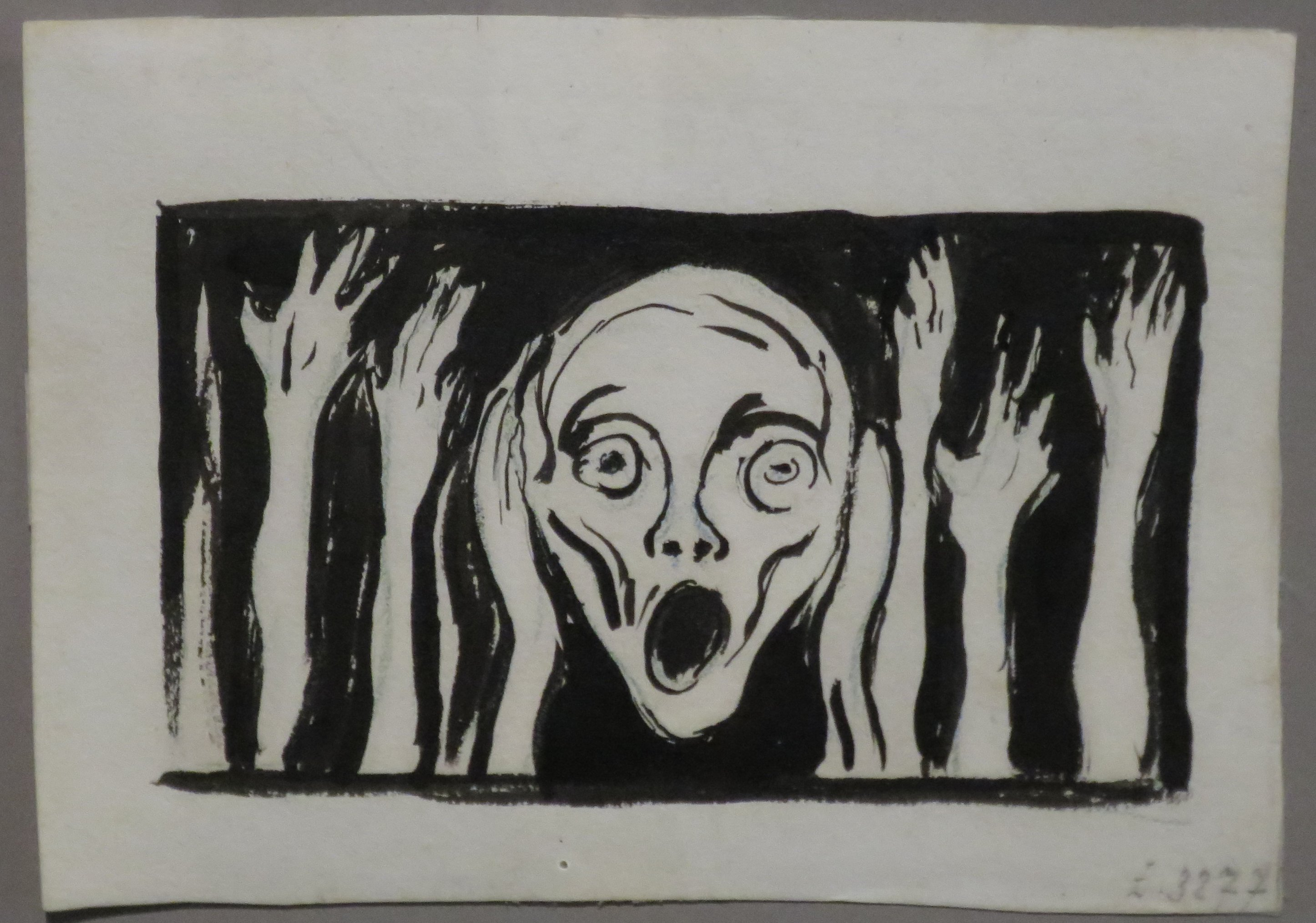
Sem data, desenho a tinta. Essa composição, que apresenta a figura central de O Grito, está na coleção do Museu da Universidade de Bergen